# 元熙 (北魏)
元 熙（げん き、生年不詳 - 520年）は、北魏の皇族。中山文荘王。字は真興。

## 経歴
中山王元英の次男として生まれた。長兄の元攸が早くに亡くなったため、世子に立てられた。学問を好み、文才もあったが、軽薄で浮ついたところがあったため、元英は元熙を廃して四男の元略を世子に立てようとしたが、一族の議論で反対が多く、元略も固辞したため、断念した。元熙は秘書郎を初任とした。513年（延昌2年）、中山王に封じられた。将作大匠に累進し、太常少卿・給事黄門侍郎に任じられた。まもなく光禄勲に転じた。平西将軍・東秦州刺史として出向し、安西将軍に進んだ。516年（熙平元年）、入朝して秘書監となった。神亀初年、安東将軍・相州刺史に任じられて出向した。
520年（正光元年）7月、劉騰と元叉が皇太后の詔と偽って、清河王元懌を殺害した。8月、元熙は劉騰と元叉を除くために起兵したが、部下の柳元章・游荊・李孝怡らに捕らえられた。元叉の派遣した尚書左丞の盧同に鄴の街で斬られ、首級は洛陽に送られた。
525年（孝昌元年）、爵位を追復され、使持節・都督冀定瀛相幽五州諸軍事・大将軍・太尉公・冀州刺史の位を追贈された。諡は文荘王といった。

## 妻子

### 妻
- 于氏（于忠の娘）

### 子
- 元景献（? - 520年、元熙とともに殺害された、贈中軍将軍・青州刺史）
- 元仲献（? - 520年、贈左将軍・兗州刺史、元熙とともに殺害された）
- 元叔献（? - 520年、贈右将軍・斉州刺史、元熙とともに殺害された）
- 元叔仁（? - 528年、幼年のため一命を許され、母の于氏とともに朔州に流された。孝昌初年に霊太后の命を受けて洛陽に帰り、財産を返還され、中山王の爵位を嗣いだ。征虜将軍・通直散騎常侍。河陰の変で殺害された）

## 伝記資料
- 『魏書』巻19下 列伝第7下
- 『北史』巻18 列伝第6
- 魏故使持節大将軍太尉公中山王之墓誌銘（元熙墓誌）